# Klein Reken
Klein Reken (auch Klein-Reken) ist ein Ortsteil der Gemeinde Reken im Kreis Borken in Nordrhein-Westfalen. Bis 1969 war Klein Reken eine eigene Gemeinde.

## Geographie

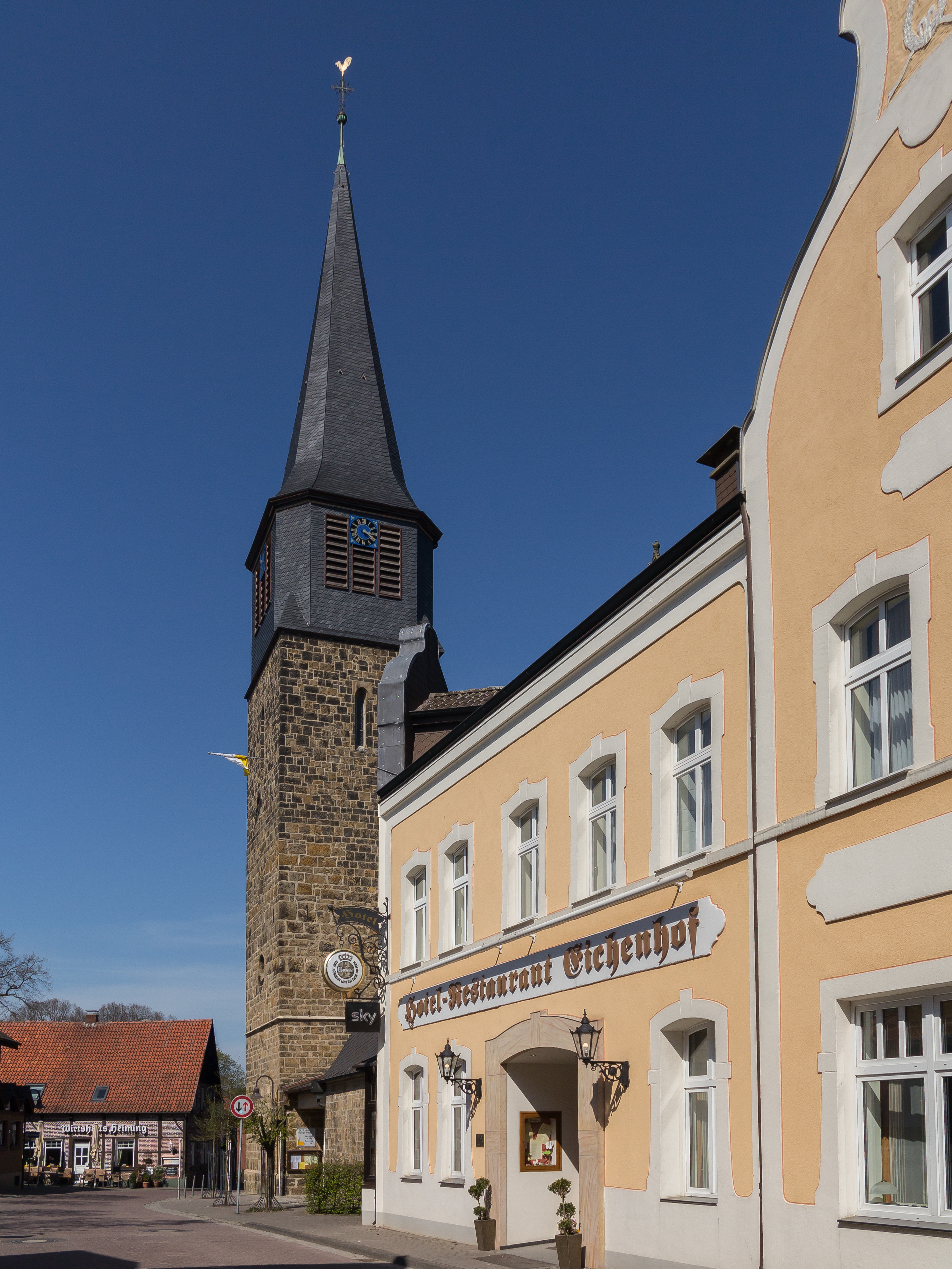
Dorfstraße mit Pfarrkirche Sankt Antonius und Hotel Eichenhof

Klein Reken liegt im Süden des Rekener Gemeindegebietes direkt nördlich der Stadtgrenze zu Dorsten. Durch den Ortsteil verläuft der Midlicher Mühlenbach.

## Geschichte
Klein Reken war zunächst eine von drei eigenständigen Gemeinden auf dem heutigen Gebiet der Gemeinde Reken. 1969 wurden sie mit der Landgemeinde Hülsten und Groß Reken zum heutigen Reken zusammengefasst.

## Verkehr
Die wichtigste Rekenener Verkehrsader, die L 608 verläuft westlich des Ortsteils. Sie führt nordwärts u. a. nach Groß Reken und südwärts nach Lembeck. Angebunden an die L 608, durchquert die L 652 den Ort direkt in Ost-West-Richtung und führt östlich nach Haltern am See.
Im Dezember 2019 wurde an der Strecke Dorsten–Coesfeld der Haltepunkt Reken-Klein Reken geschaffen. Die Bedienung erfolgt durch den RE 14 Emscher-Münsterland-Express zwischen Coesfeld (Westf) und Essen.
| Linie | Verlauf | Takt   |
| ----- | --- | ------ |
| RE 14 | Emscher-Münsterland-Express: Coesfeld (Westf) – Reken-Maria Veen – Reken – Reken-Klein Reken – Lembeck – Wulfen (Westf) – Hervest-Dorsten – Dorsten – Feldhausen – Gladbeck-Zweckel – Gladbeck West – Bottrop Hbf – Essen-Borbeck – Essen Hbf Stand: Fahrplanwechsel Dezember 2023 | 60 min |

Die wichtigste Bushaltestelle im Ort ist Klein Reken, Ort. Hier besteht auch Anschluss an einen Rufbusdienst zum Schnellbus nach Münster.
| Linie | Verlauf | Betreiber | Takt                         |
| ----- | --- | --------- | ---------------------------- |
| R73   | Regionalbus: Groß Reken, Alte Kirche – Bahnhof Reken, Bahnhof – Klein Reken, Ort – Lembeck, Busbahnhof                                                                 | RVM       | stündlich; So. zweistündlich |
| 713   | Borken, Bahnhof – Heiden, Alter Kirchplatz – Leblich, Ehemalige Schule – Bahnhof Reken, Bahnhof – Klein Reken, Ort                                                     | RVM       | an Schultagen                |
| 716   | Groß Reken, Alte Kirche – Maria Veen, Bahnhof – Hülsten, Schule – Bahnhof Reken, Sekundarschule – Klein Reken, Ort – Lembeck, Busbahnhof – Rhade, Bahnhof – Rhade, Ort | RVM       | an Schultagen                |
| T18   | Taxibus: S75 Maria Veen, B67n – Maria Veen, Bahnhof – Hülsten, Schule – Groß Reken, Alte Kirche – Bahnhof Reken, Bahnhof – Klein Reken, Ort                            | RVM       | an S75 angepasst             |